# 維堡 (俄羅斯)
维堡（羅馬化：Vyborg [ˈvɨbərk]；瑞典語： [ˈviːbɔrj]），或按芬蘭語名譯維普里（芬蘭語： [ˈʋiːpuri]），是俄罗斯西北部列宁格勒州维堡区的一个城市及该区的行政中心。位于卡累利阿地峡上，维堡湾的顶部，圣彼得堡西北方130公里处，距离俄罗斯-芬兰边境38公里。塞马运河在此处流入芬兰湾。2010年俄罗斯人口普查中城市人口数量为79,962。
由於此地為東斯拉夫及俄羅斯與芬蘭的交界處，因此歷史上有多次易主的記錄。最近一次是二戰前夕1939年冬季戰爭後，芬蘭將此地割讓給蘇聯，後在1941年繼續戰爭芬蘭軍隊再次奪回維堡，1944停戰協定此地再歸蘇聯。
该市是长达1222公里的北溪天然气管道俄罗斯端口的所在地。该管道建于2011年，由俄罗斯天然气工业股份公司（Gazprom）所主导的一个财团来运作，每年将550亿立方米的天然气经过波罗的海运送至德国城市格赖夫斯瓦尔德。

## 历史
俄罗斯沙皇国 1710年—1721年

 俄罗斯帝国 1721年—1812年

 芬兰大公国 1812年—1917年

 白色芬兰 1917年—1918年

 芬兰社会主义工人共和国 1918年

 芬兰 1918年—1940年

 苏联 1940年—1941年

 芬兰 1941年—1944年

 苏联 1944年—1991年

### 早期历史
根据考古研究，现在的维堡地区曾经是沃克西河西支的贸易中心，该地区后来已经干涸。该地区居住着卡累利阿人，这是一个波罗的芬兰人部落，逐渐受到诺夫哥罗德共和国和瑞典王国的统治。有人声称，维堡在11-12世纪作为卡累利阿-俄罗斯的混合定居点出现，尽管没有考古证据表明该地区有任何当时的东斯拉夫人定居点，而且在任何最早的历史文献中都没有提及，如《诺夫哥罗德第一编年史》或《往年纪事》。维堡地区更广泛的定居点通常被认为可以追溯到13世纪以后，当时汉萨商人开始前往诺夫哥罗德经商。

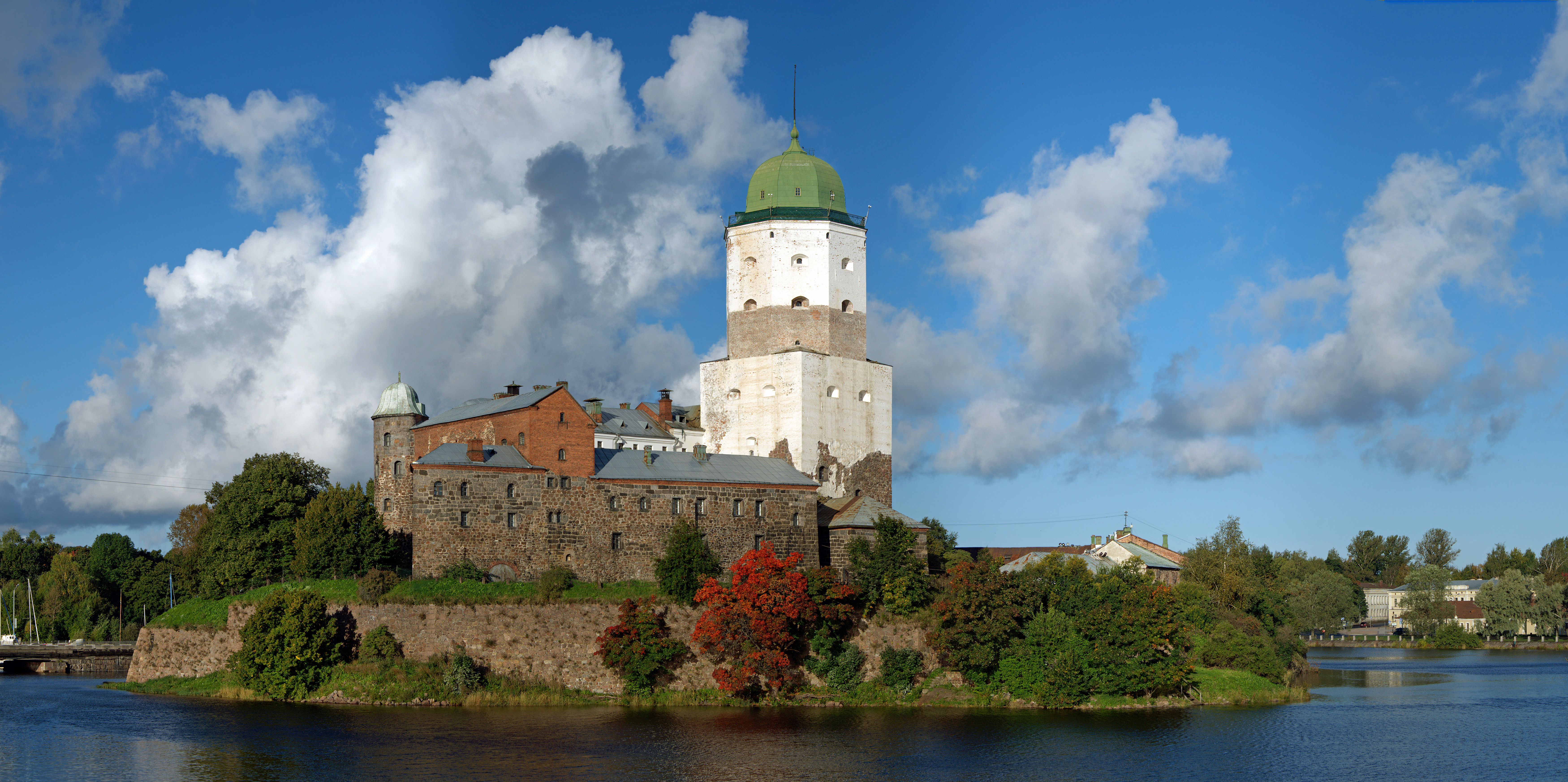
维堡城堡

维堡城堡是在1293年瑞典第三次十字军东征期间由马尔斯克（将军职位）托尔克尔·克努特松在一座被烧毁的古老的卡累利阿堡垒的遗址上建立的。这座城堡是基督教在卡累利阿传播的第一个中心，在瑞典和诺夫哥罗德共和国之间争夺了几十年。由于诺夫哥罗德共和国和瑞典于1323年签订了《内特堡条约》，维堡最终被承认为瑞典的一部分。该镇的贸易特权于1403年由泛斯堪的纳维亚国王波美拉尼亚的埃里克授予。在1496-1497年的俄罗斯-瑞典战争中，它经受住了丹尼尔·什琴亚的长期围攻。

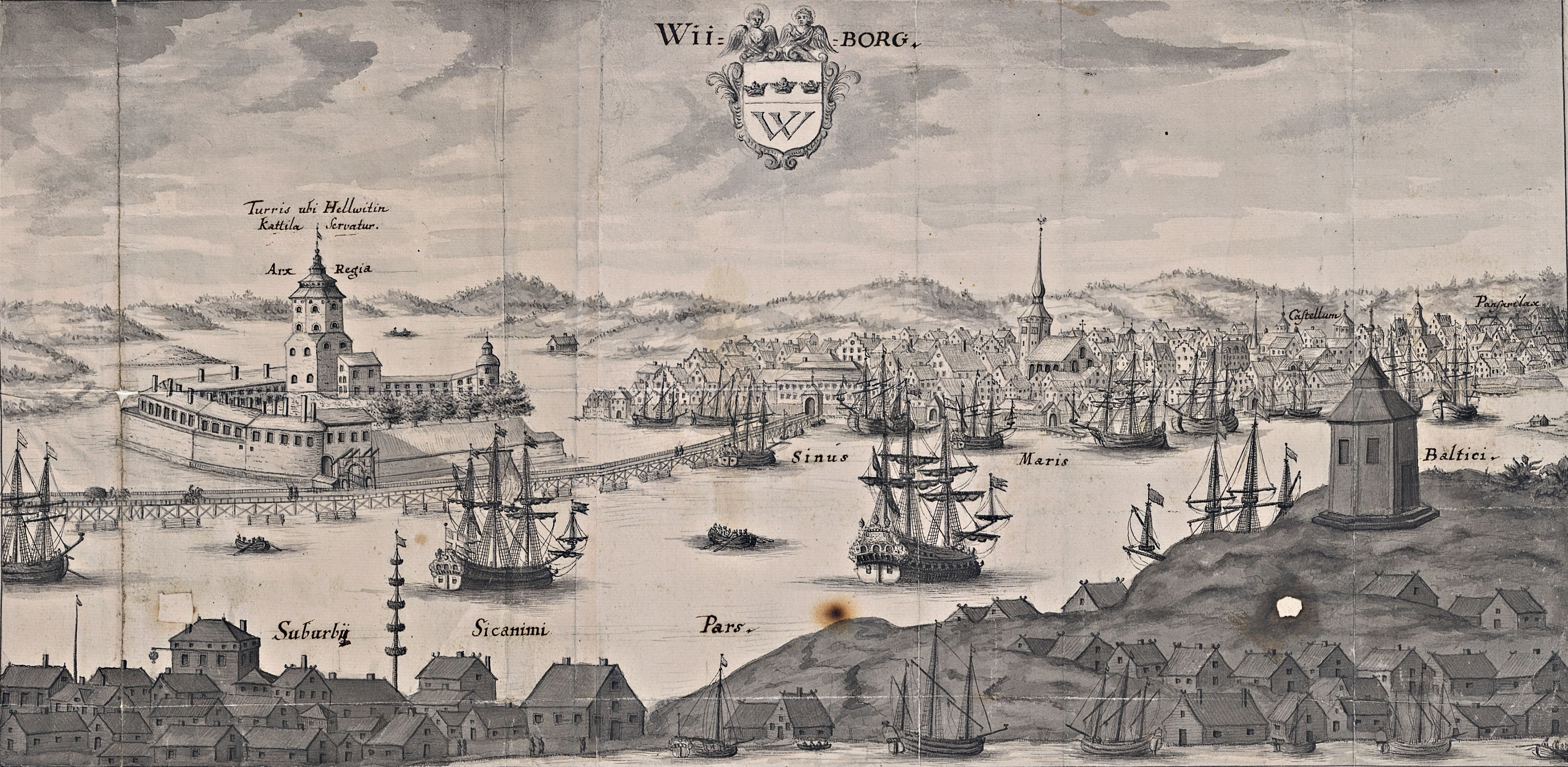
维堡1709年的铜版画

在瑞典统治下，维堡与来自斯莫兰的波特（Bååt）家族有着密切的联系。中世纪晚期维堡的指挥官和封地持有者（几乎总是）是波特家族的后裔或与其联姻。在实践中，尽管他们没有将其作为正式头衔，但他们的职能是作为藩侯，享有封建特权，并将王室从封地获得的所有收入用于保卫王国的东部边界。

### 俄罗斯统治
维堡一直在瑞典人手中，直到1710年大北方战争中沙皇彼得大帝围攻维堡后占领这座城市。在彼得的第二次行政改革过程中，维堡成为圣彼得堡省维堡省的所在地。1721年的《尼斯塔德条约》结束了与瑞典的战争，最终将该市和旧芬兰的一部分移交给了俄罗斯。失去维堡使瑞典将弗雷德里克港（哈米纳）发展为一个替代港口城市。失去维堡的另一个结果是，其教区迁至博尔高（波尔沃），将该镇转变为一个重要的学习中心。
1744年，维堡成为维堡省的所在地。1783年，该省被改为维堡总督府，1801年又改回维堡省。1802年，维堡省更名为芬兰省。
历史上最大的海战之一，维堡湾战役，于1790年7月4日在维堡湾进行，俄国海军在此役大败瑞典海军。
1809年，芬兰其他地区被割让给俄罗斯后，皇帝亚历山大一世于1811年（新历1812年）将维堡和维堡省并入新成立的芬兰大公国。

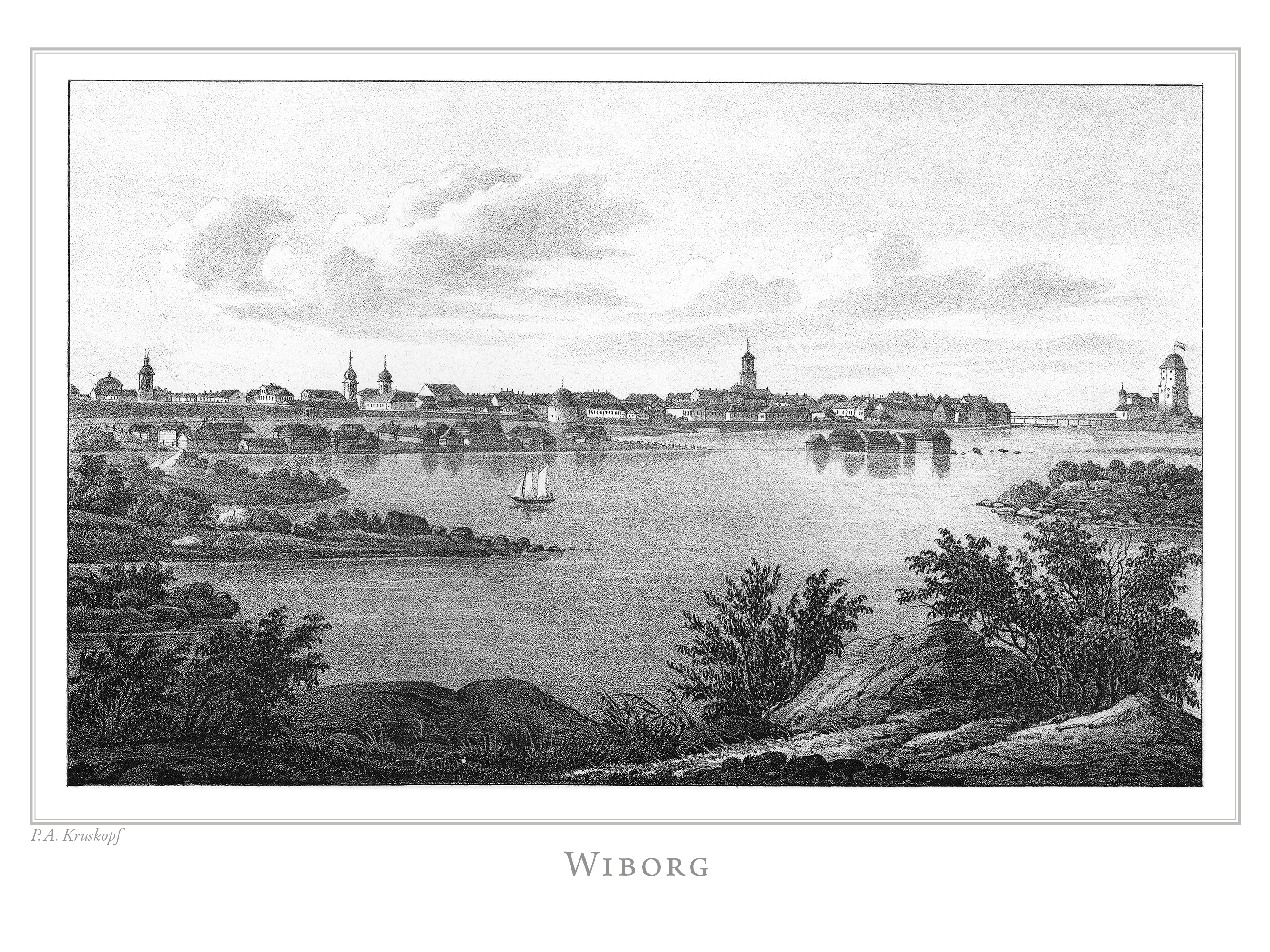
Finland framstäldt i teckningar（芬兰图片展示）中的维堡远景，由萨克里斯·托佩柳斯编辑，出版于1845年至1852年。

在19世纪，该镇发展成为芬兰东部的行政和贸易中心。1856年，塞马运河的开通使当地经济受益，因为它打开了芬兰东部广阔的出海水道。维堡从来都不是一个主要的工业中心，也缺乏大型生产设施，但其地理位置使其成为卡累利阿地峡、拉多加-卡累利亚和芬兰东南部所有工业的运输中心。维堡的电车运行始于1912年。
布尔什维克革命家弗拉基米尔·列宁在1917年二月革命至十月革命期间曾在维堡居住过一段时间。

### 芬兰时期
1917年俄罗斯革命和俄罗斯帝国灭亡后，芬兰宣布独立。在芬兰内战期间，维堡一直控制在芬兰赤卫队手中，直到1918年4月29日在维堡战役中被白卫队占领。1918年4月至5月，在维堡大屠杀中，360至420名平民被白卫队杀害。这座城市是内战的起点，后来内战蔓延到芬兰其他地区。

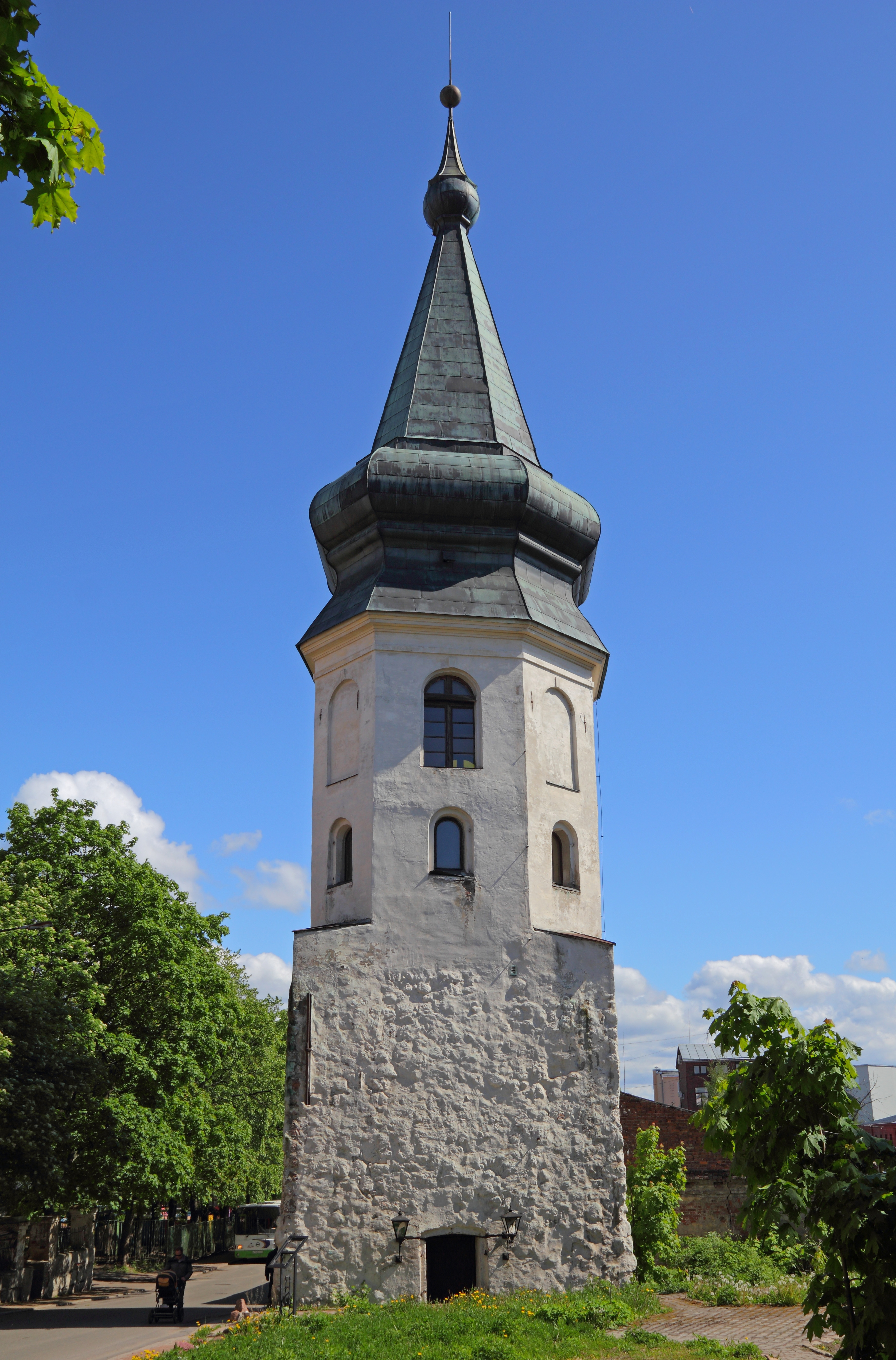
维堡的拉特豪斯塔，约1500年

维堡曾是维普里省的省会。在1930年的人口普查中，维堡市的行政区域有52,253名居民。维堡和乌拉的农村地区共有19,986名居民，乌拉位于维堡边界外，但已被纳入人口普查，因此人口普查区的总人口为72239人。在人口普查区的全体居民中，67,609人说芬兰语，2,103人说瑞典语，1,807人说俄语，439人说德语。根据人口普查数据，1939年，人口略低于75,000人，是芬兰第二大（人口登记）或第四大（教会和公民登记）城市。维堡有相当多的少数族裔，包括瑞典人、德国人、俄罗斯人、罗姆人、鞑靼人和犹太人。在那段时间里，阿尔瓦尔·阿尔托建造了维堡图书馆，这是功能主义建筑的象征。

#### 冬季战争及继续战争
在1939年至1940年苏联和芬兰的冬季战争期间，超过70000人从维堡疏散到芬兰的其他地区。冬季战争是由《莫斯科和平协定》结束的，该条约规定将维堡移交给苏联控制，并将整个卡累利阿地峡及其居民转移给苏联控制。1940年3月31日并入卡累利阿-芬兰苏维埃社会主义共和国。由于该市仍由芬兰人控制，剩余的约10000芬兰人不得不在移交前匆忙撤离。因此，维堡几乎全部的芬兰人口都被重新安置在芬兰的其他地方。该镇成为维堡区的行政中心。
从芬兰卡累利阿撤离的人成为了一股声势浩大的政治力量，当芬兰寻求纳粹德国共同对付苏联时，他们希望重返家园是一个重要的动机。因此，芬兰在第二次世界大战期间与纳粹德国并肩作战。

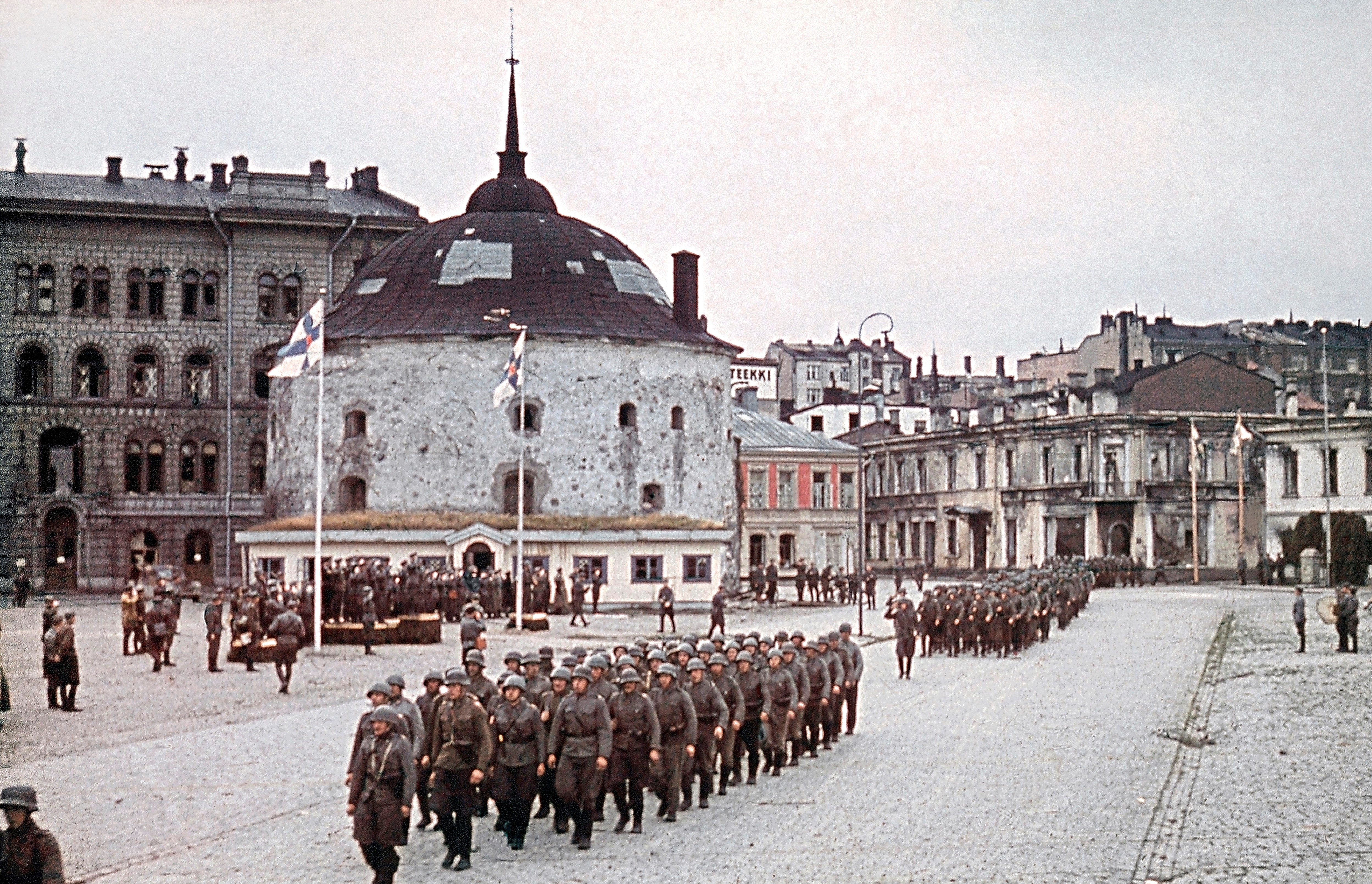
1941年8月31日，芬兰军队在维堡行进

1941年8月29日，维堡被芬兰军队攻占。起初，芬兰军队不允许平民进入该镇。在6287栋建筑中，3807栋已被摧毁。第一批平民于9月下旬开始抵达，到当年年底，维堡的人口约为9,700人。1941年12月，芬兰政府正式吞并了维堡以及《莫斯科和平协定》中失去的其他地区。然而，吞并没有得到任何外国的承认，甚至芬兰的盟友德国也不承认。到1942年，人口已增至16,000人。从芬兰卡累利阿撤离的人员中，约有70%在收复并重建被掠夺房屋后返回，但是在红军发动维堡-彼得罗扎沃茨克攻势后再次撤离，该攻势恰逢诺曼底战役。到苏联发动进攻时，该市已有近2.8万人口。1944年6月20日，维堡再次被红军占领，但芬兰军队利用德国提供的战争物资，在维普里村镇地区的塔利-伊汉塔拉战役中成功阻止了苏联的进攻，这是北欧国家中规模最大的一场战役，城市被围困，并且遭到严重破坏。
在随后的1944年9月19日《莫斯科停战协定》中，芬兰退回《莫斯科和平协定》规定的边界，并割让了比条约最初要求的更多的土地。在1947年的《巴黎和平条约》中，芬兰放弃了对维堡的所有主权要求。

### 苏联和俄罗斯时期
第二次世界大战后，列宁格勒州希望并入维堡地区，但直到1944年11月，该地区才最终从卡累利阿-芬兰苏维埃社会主义共和国移交。在苏联时期，这座城市由来自苏联各地的人定居。普里比洛沃和维什切沃的海军航空基地就建在附近。
在20世纪40年代和50年代，建造了新的工厂：造船厂（1948年）、仪器厂（1953年）。1960年，当地历史博物馆开馆。
苏联解体后，维堡属于俄罗斯。

## 行政和市政地位
在行政区划框架内，维堡是维堡区的行政中心。作为一个行政区划，它被并入维堡区，作为维堡定居点市政组。作为一个市政部门，维堡定居点市政组被并入维堡市辖区，称为维堡城市定居点。

## 地理
该镇位于维堡湾源头附近的卡累利阿地峡上，位于圣彼得堡西北130公里（81英里），芬兰首都赫尔辛基以东245公里（152英里），俄罗斯与芬兰边境以南38公里（24英里），塞马运河在那里进入芬兰湾。

### 气候
跟波罗的海沿岸其它地区相似，维堡的气候类型为湿润大陆性气候：夏季跟冬季的温差很大，但还不足以划分为亚寒带气候，有五个月的日平均气温高于10 °C（50 °F）。受到海洋的影响，冬天的气温可以跟俄罗斯纬度更南的内陆城市类似，但是跟纬度更高而受到墨西哥湾暖流影响的地方一样冷。
| 维堡                | 维堡          | 维堡          | 维堡          | 维堡         | 维堡        | 维堡        | 维堡        | 维堡        | 维堡        | 维堡         | 维堡         | 维堡          | 维堡          |
| 月份                | 1月           | 2月           | 3月           | 4月          | 5月         | 6月         | 7月         | 8月         | 9月         | 10月         | 11月         | 12月          | 全年          |
| ------------------- | ------------- | ------------- | ------------- | ------------ | ----------- | ----------- | ----------- | ----------- | ----------- | ------------ | ------------ | ------------- | ------------- |
| 历史最高温 °C（°F） | 6.5 (43.7)    | 10.0 (50.0)   | 13.8 (56.8)   | 22.1 (71.8)  | 29.0 (84.2) | 32.9 (91.2) | 34.6 (94.3) | 33.4 (92.1) | 29.0 (84.2) | 19.0 (66.2)  | 11.1 (52.0)  | 8.4 (47.1)    | 34.6 (94.3)   |
| 平均高温 °C（°F）   | −4.0 (24.8)   | −4.1 (24.6)   | 0.5 (32.9)    | 7.2 (45.0)   | 14.7 (58.5) | 19.2 (66.6) | 22.3 (72.1) | 20.2 (68.4) | 14.3 (57.7) | 7.9 (46.2)   | 1.7 (35.1)   | −2.1 (28.2)   | 8.2 (46.8)    |
| 日均气温 °C（°F）   | −6.7 (19.9)   | −7.3 (18.9)   | −3.0 (26.6)   | 3.0 (37.4)   | 10.2 (50.4) | 15.0 (59.0) | 18.2 (64.8) | 16.3 (61.3) | 10.9 (51.6) | 5.5 (41.9)   | −0.4 (31.3)  | −4.5 (23.9)   | 4.8 (40.6)    |
| 平均低温 °C（°F）   | −9.5 (14.9)   | −10.5 (13.1)  | −6.4 (20.5)   | −0.5 (31.1)  | 5.9 (42.6)  | 11.1 (52.0) | 14.3 (57.7) | 12.7 (54.9) | 7.9 (46.2)  | 3.2 (37.8)   | −2.3 (27.9)  | −7.1 (19.2)   | 1.6 (34.9)    |
| 历史最低温 °C（°F） | −36.8 (−34.2) | −34.0 (−29.2) | −29.0 (−20.2) | −20.0 (−4.0) | −5.0 (23.0) | 0.0 (32.0)  | 5.8 (42.4)  | 0.0 (32.0)  | −4.0 (24.8) | −11.4 (11.5) | −19.8 (−3.6) | −34.0 (−29.2) | −36.8 (−34.2) |
| 平均降水量 mm（）   | 48 (1.9)      | 36 (1.4)      | 40 (1.6)      | 31 (1.2)     | 40 (1.6)    | 63 (2.5)    | 65 (2.6)    | 82 (3.2)    | 68 (2.7)    | 76 (3.0)     | 67 (2.6)     | 61 (2.4)      | 677 (26.7)    |
| 平均降雨天数        | 6             | 5             | 7             | 10           | 14          | 15          | 15          | 15          | 17          | 17           | 13           | 9             | 143           |
| 平均降雪天数        | 17            | 15            | 12            | 5            | 0           | 0           | 0           | 0           | 0           | 2            | 9            | 16            | 76            |
| 平均相對濕度（％）  | 87            | 85            | 82            | 74           | 68          | 71          | 73          | 77          | 82          | 86           | 88           | 89            | 80            |
| 来源：Pogoda.ru.net |               |               |               |              |             |             |             |             |             |              |              |               |               |

## 经济和文化
维堡的主要工业为造纸业。旅游业也变得越来越重要。俄罗斯电影节“欧洲窗口”（Window to Europe）每年在这里举行。
1982年，用于俄罗斯和芬兰电网之间电力交换的HVDC背靠背设施在维堡附近竣工。它由三个双极HVDC背靠背方案组成，工作电压为85 kV，最大传输速率为355 MW，因此整个最大传输速率达到1420 MW。
北溪一号海上管道从波罗的海海底波尔托瓦亚湾的维堡压气站延伸至德国的卢布明。它于2011年9月开始运营，使俄罗斯能够直接向西欧出口天然气。俄罗斯的供气管道（格里亚佐韦茨–维堡天然气管道）由俄罗斯天然气工业股份公司运营，是俄罗斯综合天然气运输网络的一部分，连接格里亚佐韦茨的现有电网和维堡的沿海压气站。

### 芬兰歌唱文化
战前，维堡是芬兰的一个文化重镇。即使在今天，也有一些合唱团珍视维堡的歌唱传统。例如，赫尔辛基大学的Wiipurilaisen osakunnan kuoro和Viipurin Lauluveikot男合唱团，后者于1897年在维堡成立。

## 政治和政府

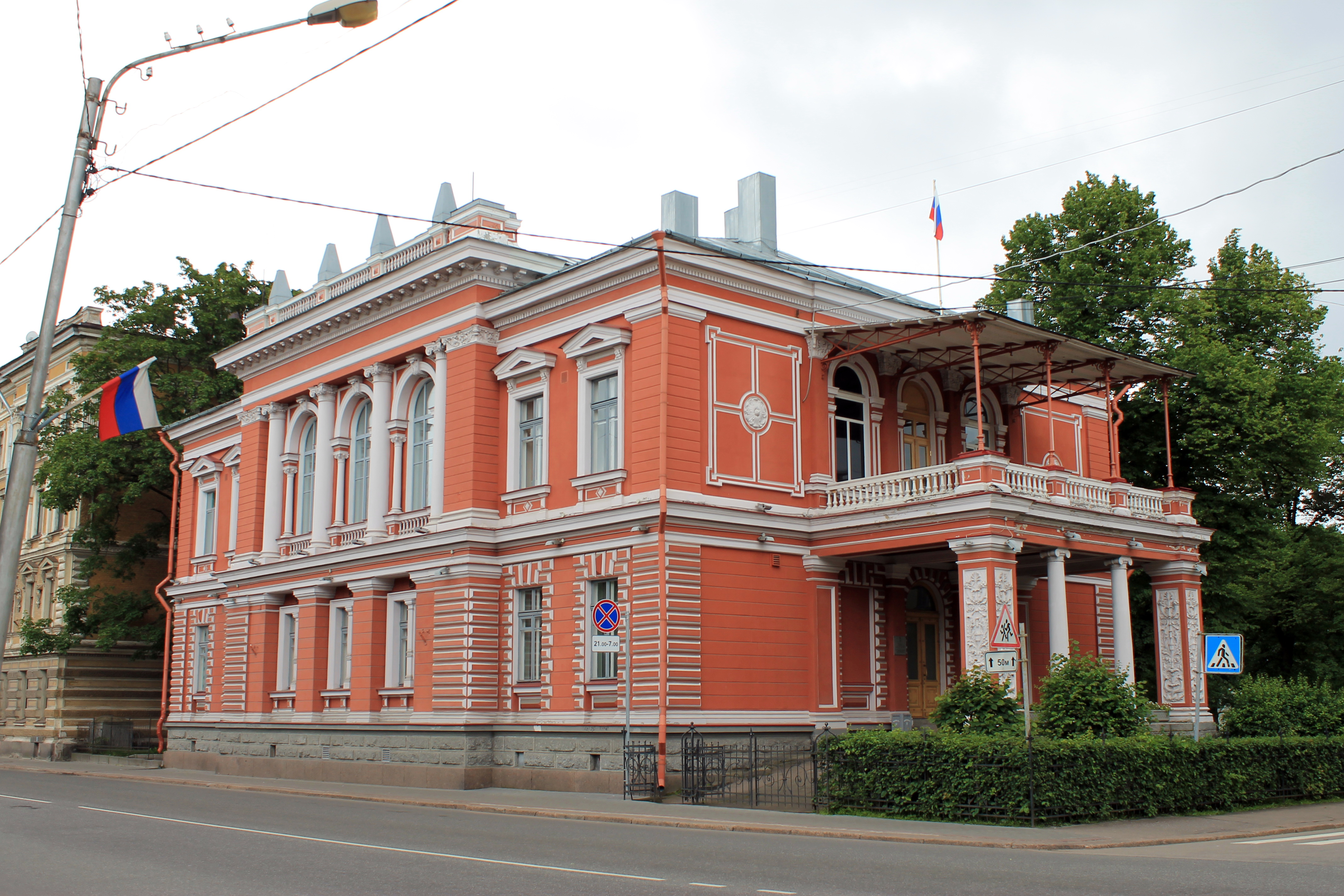
维堡市议会大楼

维堡是列宁格勒州维堡区内的一个市政实体。它的官方名称是列宁格勒地区维堡区的市政机构“维堡市”；简称为“维堡市”。
地方自治是根据2010年6月16日维堡众议院第63号决定通过的宪章进行的。
地方自治政府的代表机构是市议会，由20名在市镇选举中选出的代表组成，任期五年。根据2009年10月11日的选举结果，所有20个席位都被统一俄罗斯党成员占据。市议会由市政府首脑领导，市政府首脑由市政府成员中的代表选举产生，任期五年。2009年10月20日，根纳季·阿列克谢耶维奇·奥尔洛夫当选为市政府首脑。自2014年9月以来，列宁格勒州维堡区市辖区区长的职位一直由亚历山大·彼得罗维奇·利索夫担任。同样在2014年9月，根纳季·阿列克谢耶维奇·奥尔洛夫担任列宁格勒州“维堡区”市政机构的行政主管。
地方自治政府的行政机构由行政首长组成和领导，行政首长是根据根据竞争结果签订的为期五年的合同任命的。自2011年8月2日起，行政主管为亚历山大·阿列克桑德罗维奇·布亚诺夫。2014年9月24日，亚历山大·彼得罗维奇·利索夫出任“维堡市”市长一职。他的候选人资格得到一致支持。

## 景点

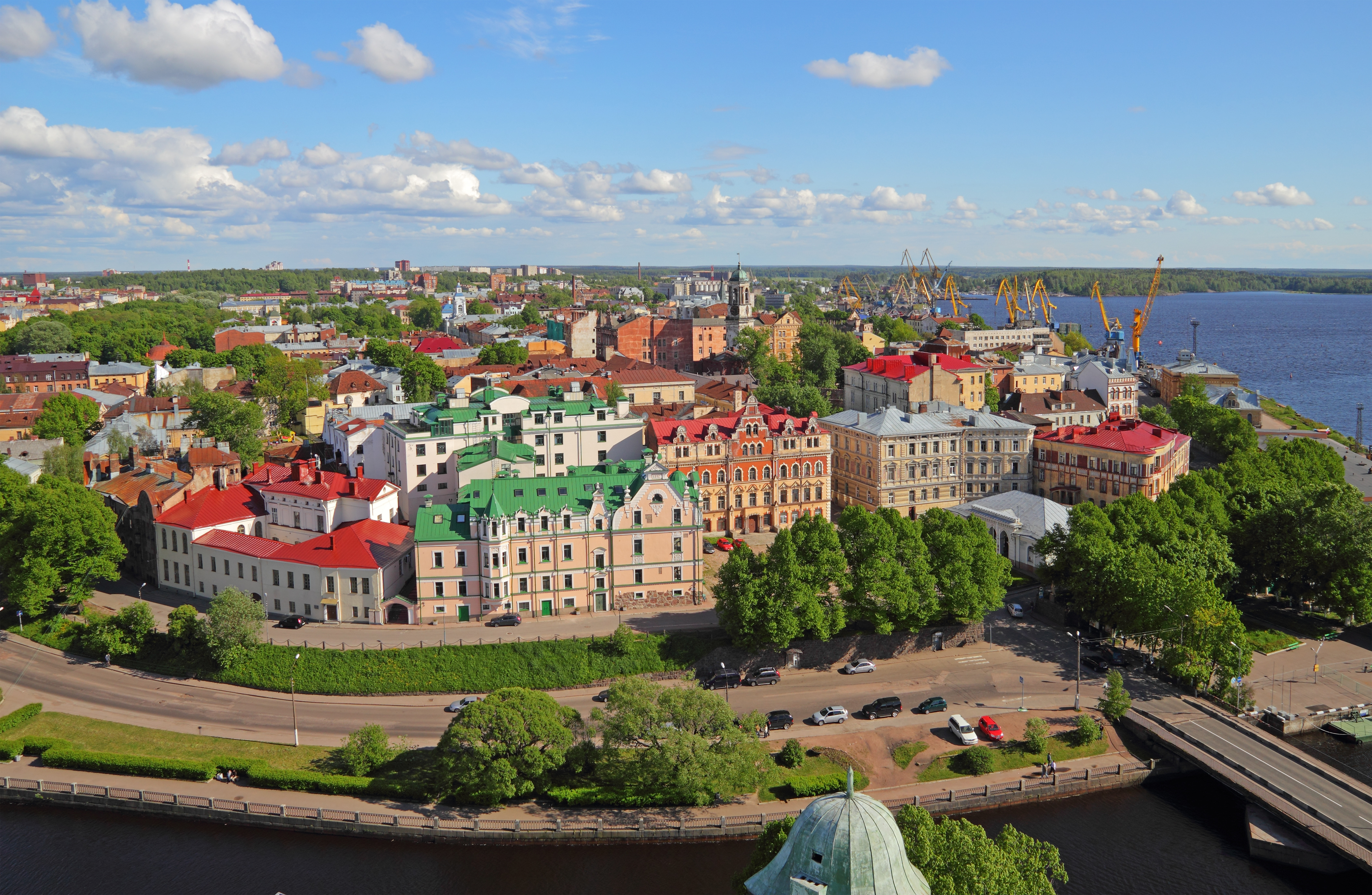
从奥拉夫塔眺望城市

维堡最著名的地标是瑞典时期建造的城堡，建于13世纪，1891年至1894年进行了大规模重建。圆形塔和拉特豪斯塔可追溯到16世纪中期，是中世纪维堡城墙的一部分。历史悠久的维堡古城中的许多建筑今天仍然状况不佳。
芬兰建筑师阿尔瓦尔·阿尔托的维普里图书馆和埃米塔日-维堡中心是现代建筑史上的一个参考点。还有1740年完工的俄罗斯安妮王冠防御工事，以及彼得大帝（落成于1910年）和托尔克尔·克努特松的纪念碑。游客还可以参观1917年9月24日至10月7日苏联国家创始人弗拉基米尔·列宁在维堡期间为布尔什维克革命做准备的房子。维堡的主要街道是列宁大道（проспект Ленина），以前也被称为Torkkelinkatu，沿着它，有一座著名的列宁公园。
蒙勒波公园（Monrepos Park）坐落在芬兰湾附近的高地上，是东欧最宽敞的英式庭园之一。19世纪之交，花园是在主人路德维希·海因里希·冯·尼科莱男爵的授意下布置的。它的大部分结构都是由建筑师朱塞佩·安东尼奥·马丁内利设计的。此前，该庄园属于未来的国王腓特烈一世（玛丽亚·费奥多萝芙娜的兄长），为了纪念他的第二任妻子，他称之为夏洛滕达尔。

## 著名出身者

### 1917年-1945年之间出生
- 馬爾蒂·阿赫蒂薩里，前芬蘭總統
- 馬克斯·雅各布森，芬蘭外交官、記者
- 丽塔·沃苏凯宁（英语：Riitta Uosukainen），芬兰政治家，前议员，国家顾问
- 劳里·托尔尼，芬蘭軍人，因前後服役於三國軍隊——芬蘭國防軍、德國武裝親衛隊和美軍綠扁帽部隊而聞名。
- 希尔卡·萨里， 芬兰女演员。
- 拉尔斯·林德曼， 芬兰政治家，外交官。
- 佩卡·马里宁， 芬兰部长，外交官。
- 乌斯科·桑塔沃里， 芬兰轰动效应无线电通讯员。
- 坦克玛尔·霍恩， 芬兰外交官，经济学家和商人。
- 海默·海托， 美籍芬裔小提琴家。
- 于哈尼·昆普莱宁， 芬兰演员，导演。
- 塞波·皮埃提宁， 芬兰外交官。
- 伊莉娜·胡多瓦， 芬兰芭蕾舞演员。
- 伊尔米·帕尔卡里， 芬兰女演员。
- 埃里克·布伦， 芬兰平面设计师。
- 奥西·伦奈， 芬兰音乐家。
- 海基·萨帕， 美籍芬裔金属锻冶师。
- 维约·梅里（英语：Veijo Meri）， 芬兰作家。
- 卡斯帕·维雷德（英语：Caspar Wrede）， 芬兰导演。
- 埃斯克·昆纳莫， 芬兰外交官。
- 帕沃·林塔拉（英语：Paavo Rintala）， 芬兰小说家。
- 佩尔蒂·里帕蒂， 芬兰外交官。
- 奥伊瓦·托伊卡， 芬兰玻璃设计师。
- 拉瑟·埃凯斯， 芬兰律师，政治家。
- 佩尔蒂·凯尔凯宁， 芬兰外交官。
- 蓬蒂·伊科宁， 芬兰游泳运动员，参加1952年夏季奥运会。
- 古斯塔夫·海格伦德，芬兰退役将军，前国防部长。
- 莱拉·希尔维萨里（英语：Laila Hirvisaari）， 芬兰作家。
- 海基·塔尔维蒂埃， 芬兰外交官

### 1945年后出生
- 内格马图罗·库尔巴诺夫， 隶属塔吉克斯坦内务部的将军。
- 维亚切斯拉夫·埃基莫夫（英语：Viatcheslav Ekimov）， 昵称“埃基”，俄罗斯前自动车运动员和三届奥运会金牌得主。
- 亚历山大·弗拉索夫， 俄罗斯自动车运动员。
- 维塔利·佩特罗夫， 俄罗斯赛车手，在2010年至2012年参加一级方程式赛车锦标赛。
- 阿莱克谢·康加斯科尔卡， 出生于俄罗斯的芬兰足球运动员。
- 基里尔·阿莱克塞安科（英语：Kirill Alekseenko）， 俄罗斯国际象棋大师。

## 姐妹城市
维堡与下列城市结为姐妹城市：
- 挪威博德
- 芬兰拉彭兰塔
- 瑞典尼雪平
- 以色列拉姆拉
- 苏格兰斯特灵

## 扩展阅读
- 欧洲E18公路
- 维堡站
- 塞马运河